# Zöld kártya (film)
A Zöld kártya (eredeti cím: Green Card) 1990-ben bemutatott amerikai–ausztrál–francia romantikus filmvígjáték, melynek forgatókönyvírója, rendezője és producere Peter Weir. A film zenéjét Hans Zimmer szerezte. A főbb szerepekben Gérard Depardieu és Andie MacDowell látható.
1990. december 23-án mutatták be New Yorkban és Los Angelesben. A film Golden Globe-díjat nyert legjobb filmmusical vagy vígjáték és legjobb férfi főszereplő – zenés film vagy vígjáték (Depardieu) kategóriában. Weir forgatókönyvíróként Oscar- és BAFTA-jelöléseket szerzett.

## Cselekmény
Brontë Parrish amerikai nő, kertészettel és környezetvédelemmel foglalkozik. Érdekházasságot köt egy okmányok nélküli francia bevándorlóval, a pincérként dolgozó Georges Fauré-val. A férfi így zöldkártyához jut, a nő pedig a házasságát bizonyító papírok birtokában ki tudja bérelni álmai lakását. 
A bevándorlási hatóság (INS) emberei azonban gyanakodni kezdenek rájuk és interjúk formájában akarják kideríteni az igazságot. Georges beköltözik a nőhöz és igyekeznek mindent megtanulni egymásról. Gyökeresen eltérő szokásaik és jellemvonásaik miatt azonban ez nem megy zökkenőmentesen.

## Szereplők
| Szerep               | Színész            | Magyar hang    |
| -------------------- | ------------------ | -------------- |
| Georges Fauré        | Gérard Depardieu   | Helyey László  |
| Brontë Parrish       | Andie MacDowell    | Ráckevei Anna  |
| Lauren Adler         | Bebe Neuwirth      | Soproni Ági    |
| Phil                 | Gregg Edelman      | Kaszás Attila  |
| Brontë ügyvédje      | Robert Prosky      | Bodor Tibor    |
| Mrs. Sheehan         | Mary Louise Wilson |                |
| Brontë anyja         | Lois Smith         | Győri Ilona    |
| Harry                | John Spencer       | Rosta Sándor   |
| Peggy                | Ann Dowd           | Jani Ildikó    |
| önmaga (utcai dobos) | Larry Wright       |                |
| Gorsky INS-ügynök    | Ethan Phillips     | Barbinek Péter |

## Fogadtatás

### Fontosabb díjak és jelölések
| Díj              | Kategória                                           | Jelölt           | Eredmény | Ref.  |
| ---------------- | --------------------------------------------------- | ---------------- | -------- | ----- |
| Oscar-díj        | legjobb eredeti forgatókönyv                        | Peter Weir       | Jelölve  | [ 4 ] |
| BAFTA-díj        | legjobb eredeti forgatókönyv                        | Peter Weir       | Jelölve  | [ 5 ] |
| Golden Globe-díj | legjobb filmmusical vagy vígjáték                   | –                | Elnyerte | [ 6 ] |
| Golden Globe-díj | legjobb férfi főszereplő – zenés film vagy vígjáték | Gérard Depardieu | Elnyerte | [ 6 ] |
| Golden Globe-díj | legjobb női főszereplő – zenés film vagy vígjáték   | Andie MacDowell  | Jelölve  | [ 6 ] |

## Fordítás
- Ez a szócikk részben vagy egészben  a   Green Card (film) című angol Wikipédia-szócikk ezen változatának fordításán alapul.  Az eredeti cikk szerkesztőit annak laptörténete sorolja fel. Ez a jelzés csupán a megfogalmazás eredetét és a szerzői jogokat jelzi, nem szolgál a cikkben szereplő információk forrásmegjelöléseként.